# Liste der Baudenkmäler in Eckersdorf
Auf dieser Seite sind die Baudenkmäler in der oberfränkischen Gemeinde Eckersdorf zusammengestellt. Diese Tabelle ist eine Teilliste der Liste der Baudenkmäler in Bayern. Grundlage ist die Bayerische Denkmalliste, die auf Basis des Bayerischen Denkmalschutzgesetzes vom 1. Oktober 1973 erstmals erstellt wurde und seither durch das Bayerische Landesamt für Denkmalpflege geführt wird. Die folgenden Angaben ersetzen nicht die rechtsverbindliche Auskunft der Denkmalschutzbehörde.
 Diese Liste gibt den Fortschreibungsstand vom 16. Februar 2019 wieder und enthält dreißig Baudenkmäler.

## Baudenkmäler nach Gemeindeteilen

### Eckersdorf
| Lage                                                          | Objekt | Beschreibung | Akten-Nr.              | Bild                                                    |
| ------------------------------------------------------------- | --- | --- | ---------------------- | ------------------------------------------------------- |
| Eckehartstraße 19 (Standort)                                  | Gasthaus, ehemaliges Wohnstallhaus                                                                             | Traufständiger Sandsteinquaderbau mit Satteldach, karniesprofilierte Fensterrahmen, geohrte Türrahmung, erste Hälfte 18. Jahrhundert | D-4-72-131-1 Wikidata  | BW                                                      |
| Eckehartstraße 23 (Standort)                                  | Pfarrhaus | Zweigeschossiger Sandsteinquaderbau im sogenannten Rundbogenstil mit Mezzaningeschoss, Walmdach, erste Hälfte 19. Jahrhundert | D-4-72-131-2 Wikidata  | Pfarrhaus                                               |
| Eckehartstraße 32 (Standort)                                  | Wohnstallhaus                                                                                                  | Eingeschossiger Sandsteinquaderbau mit Satteldach, bezeichnet „G. D. 1836“ | D-4-72-131-24 Wikidata | Wohnstallhaus                                           |
| Kirchberg 2 (Standort)                                        | Ehemaliges Kantorats- und Schulhaus                                                                            | Giebelständiger, zweigeschossiger Sandsteinquaderbau mit Halbwalmdach, Erdgeschoss teils verputzt, 1825 | D-4-72-131-3 Wikidata  | BW                                                      |
| Kirchberg 4 (Standort)                                        | Evangelisch-lutherische Pfarrkirche St. Ägidius, ursprünglich Schlosskapelle St. Kilian, seit 1527 Pfarrkirche | Chorturmkirche aus Sandsteinquadern mit Nordturm, dreiseitiger Chorabschluss, Walmdach, der Turm mit Spitzhelm, Emporensaalbau nach dem Bayreuther Schema mit Ostturm, Turmuntergeschoss 15. Jahrhundert, die Turmobergeschosse 1695 von Johann Jakob Weiß, Langhaus 1791/95 von Carl Christian Riedel, Sakristei 1737; mit Ausstattung, der Stuck der Langhausdecke 1793 von Rudolf Albini | D-4-72-131-4 Wikidata  | weitere Bilder                                          |
| Schloßhof 9 (Standort)                                        | Wohnhaus, zum ehemaligen Plassenberger Schloss gehörend                                                        | Zweigeschossiger, leicht verwinkelter Satteldachbau und anschließendem Torbau, verkleidet, zweite Hälfte 18. Jahrhundert, über älterem Kern | D-4-72-131-5 Wikidata  | Wohnhaus, zum ehemaligen Plassenberger Schloss gehörend |
| Geigenholz (Standort)                                         | Grenzstein der ehemaligen Banngrenze um die Besitzungen von Herzog Alexander Friedrich Wilhelm von Württemberg | Einer von sieben quaderförmigen Steinen mit abgerundetem Kopf, auf der Wegseite „A.v.W“, auf der Rückseite Jahr und laufende Nummerierung, Sandstein, zwischen 1842 und 1866 | D-4-72-131-33 Wikidata | weitere Bilder                                          |
| Geigenholz (Standort)                                         | Grenzstein der ehemaligen Banngrenze um die Besitzungen von Herzog Alexander Friedrich Wilhelm von Württemberg | Einer von sieben quaderförmigen Steinen mit abgerundetem Kopf, auf der Wegseite „A.v.W“, auf der Rückseite Jahr und laufende Nummerierung, Sandstein, zwischen 1842 und 1866 | D-4-72-131-33 Wikidata | weitere Bilder                                          |
| Geigenholz (Standort)                                         | Grenzstein der ehemaligen Banngrenze um die Besitzungen von Herzog Alexander Friedrich Wilhelm von Württemberg | Einer von sieben quaderförmigen Steinen mit abgerundetem Kopf, auf der Wegseite „A.v.W“, auf der Rückseite Jahr und laufende Nummerierung, Sandstein, zwischen 1842 und 1866 | D-4-72-131-33 Wikidata | weitere Bilder                                          |
| Geigenholz (Standort)                                         | Grenzstein der ehemaligen Banngrenze um die Besitzungen von Herzog Alexander Friedrich Wilhelm von Württemberg | Einer von sieben quaderförmigen Steinen mit abgerundetem Kopf, auf der Wegseite „A.v.W“, auf der Rückseite Jahr und laufende Nummerierung, Sandstein, zwischen 1842 und 1866 | D-4-72-131-33 Wikidata | weitere Bilder                                          |
| Geigenholz (Standort)                                         | Grenzstein der ehemaligen Banngrenze um die Besitzungen von Herzog Alexander Friedrich Wilhelm von Württemberg | Einer von sieben quaderförmigen Steinen mit abgerundetem Kopf, auf der Wegseite „A.v.W“, auf der Rückseite Jahr und laufende Nummerierung, Sandstein, zwischen 1842 und 1866 | D-4-72-131-33 Wikidata | weitere Bilder                                          |
| Geigenholz (Standort)                                         | Grenzstein der ehemaligen Banngrenze um die Besitzungen von Herzog Alexander Friedrich Wilhelm von Württemberg | Einer von sieben quaderförmigen Steinen mit abgerundetem Kopf, auf der Wegseite „A.v.W“, auf der Rückseite Jahr und laufende Nummerierung, Sandstein, zwischen 1842 und 1866 | D-4-72-131-33 Wikidata | weitere Bilder                                          |
| Geigenholz (Standort)                                         | Grenzstein der ehemaligen Banngrenze um die Besitzungen von Herzog Alexander Friedrich Wilhelm von Württemberg | Einer von sieben quaderförmigen Steinen mit abgerundetem Kopf, auf der Wegseite „A.v.W“, auf der Rückseite Jahr und laufende Nummerierung, Sandstein, zwischen 1842 und 1866 | D-4-72-131-33 Wikidata | weitere Bilder                                          |
| Geigenholz (Standort)                                         | Siegesturm | Dreigeschossiger Turm aus Sandsteinquadern mit Zinnenkranz und Ecktürmchen, gotisierend, zum Andenken für 1870/71, über dem Eingang Gedenktafel, mit Sichtbeziehung zum Schloss Fantaisie | D-4-72-131-25 Wikidata | weitere Bilder                                          |
| Hohe Straße; Kirchweg von Oberwaiz nach Eckersdorf (Standort) | Kreuzstein | Sandstein mit Kreuz-Relief an der Vorderseite, 16./17. Jahrhundert | D-4-72-131-7 Wikidata  | weitere Bilder                                          |
| Lehe (Standort)                                               | Kilometerstein                                                                                                 | Obelisk aus Sandstein mit Stundenangaben nach Erlangen und Bamberg, zweite Hälfte 18. Jahrhundert | D-4-72-131-6 Wikidata  | weitere Bilder                                          |

### Busbach
| Lage                              | Objekt                                  | Beschreibung | Akten-Nr.             | Bild           |
| --------------------------------- | --------------------------------------- | --- | --------------------- | -------------- |
| Busbach 50; Busbach 32 (Standort) | Pfarrkirche, ehemals St. Peter und Paul | Chorturmkirche aus Sandsteinquadern mit Walmdach und geradem Chorschluss, der Turm mit Haube und Spitzhelm, der Chorturm wohl zweite Hälfte 15. Jahrhundert, 1716 wiederhergestellt und erhöht, Langhaus von 1734 bis 1737 von Baumeister Christian Creuzer, vier Sandstein-Grabsteine an der Außenwand; mit Ausstattung Gemälde an der Emporenbrüstung von Georg Christoph Kolb 1685–88; spätgotischer Flügelaltar, Ende 15. Jahrhundert Mitte 18. Jahrhundert Einbau der Steinkanzel von 1562 in den Schrein | D-4-72-131-9 Wikidata | weitere Bilder |

### Donndorf
| Lage                                                        | Objekt                                                     | Beschreibung | Akten-Nr.              | Bild                                                       |
| ----------------------------------------------------------- | ---------------------------------------------------------- | --- | ---------------------- | ---------------------------------------------------------- |
| Bamberger Straße 3 (Standort)                               | Ehemaliges Wirtschaftsgebäude des alten Schlosses          | Zweigeschossiger Walmdachbau mit Sandsteinrahmungen, 17. Jahrhundert | D-4-72-131-10 Wikidata | BW                                                         |
| Bamberger Straße 5; Bamberger Straße 3 (Standort)           | Hotel Fantaisie                                            | Dreigeschossiger Massivbau, verputzt, auf Sandsteinsockel mit flach geneigtem Walmdach, Lauben auf zwei Seiten, 1866 Teehaus, Sandsteinquader mit Walmdach, Walmdach, zweite Hälfte 19. Jahrhundert | D-4-72-131-26 Wikidata | weitere Bilder                                             |
| Bamberger Straße 19 (Standort)                              | Ehemaliges Jagdhaus Retraite                               | Zweigeschossiger Sandsteinquaderbau mit Walmdach, Portal mit Dreiecksgiebel, um 1795 erbaut für Herzog Friedrich Eugen von Württemberg                                                              | D-4-72-131-11 Wikidata | BW                                                         |
| Bamberger Straße 30 (Standort)                              | Ehemaliges Schwesternheim, heute Rathaus                   | Zweieinhalbgeschossiger Sandsteinquaderbau mit flachem Walmdach, Portal mit Säulenaltane, um 1800                                                                                                   | D-4-72-131-12 Wikidata | weitere Bilder                                             |
| Nähe Bayreuther Straße, am östlichen Ortsausgang (Standort) | Sandsteinsäule zur Markierung der Stadtgrenze von Bayreuth | Sandstein, um 1939 | D-4-72-131-30 Wikidata | Sandsteinsäule zur Markierung der Stadtgrenze von Bayreuth |

### Eschen
| Lage                               | Objekt                              | Beschreibung                                                         | Akten-Nr.              | Bild |
| ---------------------------------- | ----------------------------------- | -------------------------------------------------------------------- | ---------------------- | ---- |
| Horlachen, am Vogelherd (Standort) | Gedenkstein für Bürgermeister Braun | Sandstein mit ovaler Kartusche und Fruchtgehängen, bezeichnet „1702“ | D-4-72-131-15 Wikidata | BW   |

### Matzenberg
| Lage                                | Objekt                                                                    | Beschreibung                                                      | Akten-Nr.              | Bild           |
| ----------------------------------- | ------------------------------------------------------------------------- | ----------------------------------------------------------------- | ---------------------- | -------------- |
| Matzenberg; Matzenberg 1 (Standort) | Gedenkstein, Danksagung eines französischen Emigranten für gewährtes Asyl | In den Sandsteinfelsen gehauene Inschrifttafel, bezeichnet „1796“ | D-4-72-131-14 Wikidata | weitere Bilder |

### Neustädtlein am Forst
| Lage                                | Objekt                                                  | Beschreibung | Akten-Nr.              | Bild |
| ----------------------------------- | ------------------------------------------------------- | --- | ---------------------- | ---- |
| Neustädtlein am Forst (Standort)    | Kriegerdenkmal für die Gefallenen der beiden Weltkriege | Granitsäule mit Ehrenkranz, Eisernem Kreuz und Kugelbekrönung, an der gebogenen Rückwand Granittafeln mit Namen der Gefallenen, zweite Hälfte 20. Jahrhundert | D-4-72-131-31 Wikidata | BW   |
| Neustädtlein am Forst 6 (Standort)  | Ehemaliges Amtshaus, heute Wohnhaus                     | Zweigeschossiger Walmdachbau mit Sandsteingewänden und Eckrustika, übergiebeltes Portal, zweite Hälfte 18. Jahrhundert | D-4-72-131-17 Wikidata | BW   |
| Neustädtlein am Forst 16 (Standort) | Ehemaliges Forsthaus, heute Wohnhaus                    | Erdgeschoss verputzt, das Obergeschoss verputztes bzw. verschiefertes Fachwerk, Satteldach, bezeichnet „A. K. 1766“ | D-4-72-131-18 Wikidata | BW   |
| Neustädtlein am Forst 37 (Standort) | Evangelische Pfarrkirche, ehemals Johannes der Täufer   | Chorturmkirche aus Sandsteinquadern mit Nordturm und dreiseitigem Chorabschluss, Walmdach, der Turm mit Haube, das Turmuntergeschoss 1465, die Turmobergeschosse nach 1700, Langhaus 1818; mit Ausstattung, um 1820, Orgelgehäuse 1747, Lesepult mit reichem Dekor, um 1680 | D-4-72-131-16 Wikidata | BW   |

### Oberwaiz
| Lage                                                     | Objekt                                                         | Beschreibung | Akten-Nr.              | Bild                                                           |
| -------------------------------------------------------- | -------------------------------------------------------------- | --- | ---------------------- | -------------------------------------------------------------- |
| Am Forstanger 4; Am Forstanger 2 (Standort)              | Ehemaliges Forsthaus, ehemaliges Jagdschloss der Plassenberger | Zweigeschossiger Sandsteinquaderbau mit Walmdach, 1776; rundbogige Sandstein-Toreinfahrt bezeichnet „F. W. 1768“ | D-4-72-131-19 Wikidata | Ehemaliges Forsthaus, ehemaliges Jagdschloss der Plassenberger |
| Troschau (im Wald ca. 1 km östlich des Ortes) (Standort) | Kreuzstein                                                     | Sandstein mit Malteserkreuz vorne und hinten, zweite Hälfte 17. Jahrhundert                                      | D-4-72-131-20 Wikidata | weitere Bilder                                                 |

### Pleofen
| Lage                                                                         | Objekt     | Beschreibung                                                                                   | Akten-Nr.              | Bild |
| ---------------------------------------------------------------------------- | ---------- | ---------------------------------------------------------------------------------------------- | ---------------------- | ---- |
| Pleofen 1 (Standort)                                                         | Bauernhaus | Wohnstallhaus mit Sandsteinerdgeschoss, Fachwerkobergeschoss und Satteldach, bezeichnet „1616“ | D-4-72-131-21 Wikidata | BW   |
| Von Tannfeld zur KU 17, etwa 1,5 km nordwestlich Pleofen, am Wald (Standort) | Grenzstein | Segmentbogig geschlossener Sandsteinquader, bezeichnet „1850“, mit Schere (Grafschaft Giech)   | D-4-72-131-23 Wikidata | BW   |

### Schloss Fantaisie
| Lage                                                                 | Objekt                                          | Beschreibung | Akten-Nr.              | Bild           |
| -------------------------------------------------------------------- | ----------------------------------------------- | --- | ---------------------- | -------------- |
| Bayreuther Straße 2, 4; Bamberger Straße 1, 3; Geigenholz (Standort) | Schloss Fantaisie, heute Museum für Gartenkunst | Dreiflügelanlage aus Sandsteinquadern mit Mansarddach, ab 1758 geplant, 1760–65 errichtet, vermutlich nach Plänen von Carl Philipp von Gontard und Rudolf Heinrich Richter, Mitte des 19. Jahrhunderts unter Herzog Alexander von Württemberg teilweise umgestaltet, 1937 umgebaut Gartenpavillon (Teehaus), eingeschossiger Bau aus Sandsteinquadern mit Mansarddach, 1763, Carl Philipp von Gontard zugeschrieben Schlosspark aus der Erbauungszeit des Schlosses, ab 1793 in einen englischen Garten umgewandelt Neptunbrunnen, um 1760 der Brüder Johann David und Johann Lorenz W. Räntz, darüber Kaskade, 2000–2006 wiederhergestellt, am Nordhang Stützmauer Aussichtsbastion, oktogonales Plateau mit neugotischer Sandsteinbalustrade, um 1760 angelegt, Mitte 19. Jahrhundert erneuert Romantischer Todesbezirk aus napoleonischer Zeit mit Felskapelle (Alexanderkapelle), Katakombe und Gräberstraße Ehemaliger Wasserfall, ehemalige Strohhütte, 19. Jahrhundert Am See Teehaus, Sandstein und Backstein mit Walmdach und Coburger Brunnen, neugotisch, Sandstein, 19. Jahrhundert, Umfassungsmauer, Eingangsportal mit Tor sowie Treppe | D-4-72-131-13 Wikidata | weitere Bilder |

### Tröbersdorf
| Lage                      | Objekt                    | Beschreibung | Akten-Nr.              | Bild           |
| ------------------------- | ------------------------- | --- | ---------------------- | -------------- |
| Tröbersdorf 14 (Standort) | Evangelische Filialkirche | Saalbau aus Sandsteinquadern mit abgesetztem Chor und Südturm, dieser mit Spitzhelm, dreiseitiger Chorschluss mit Maßwerkfenstern und Strebepfeilern, Chor und Turmuntergeschosse 15. Jahrhundert, Turmobergeschoss 17. Jahrhundert, Langhaus 1716 und 19. Jahrhundert, Walmdach; mit Ausstattung, 1716 | D-4-72-131-22 Wikidata | weitere Bilder |

### Waldhütte
| Lage                   | Objekt                                      | Beschreibung | Akten-Nr.              | Bild           |
| ---------------------- | ------------------------------------------- | --- | ---------------------- | -------------- |
| Waldhütte 1 (Standort) | Ehemaliges Forsthaus                        | Eingeschossiger Sandsteinquaderbau mit Satteldach und Zwerchhaus, dort Fachwerk, Holzveranda, spätes 19. Jahrhundert                                                        | D-4-72-131-28 Wikidata | weitere Bilder |
| Waldhütte 2 (Standort) | Forsthaus, sogenanntes Von-Seckendorff-Haus | Dreigeschossiger Sandsteinquaderbau mit flachem Walmdach, spätes 19. Jahrhundert Nebengebäude (Holzlager), Holzkonstruktion mit Satteldach, letztes Viertel 19. Jahrhundert | D-4-72-131-29 Wikidata | BW             |

### Keinem Gemeindeteil zugeordnet
| Lage                  | Objekt                                                     | Beschreibung                                              | Akten-Nr.               | Bild                                                       |
| --------------------- | ---------------------------------------------------------- | --------------------------------------------------------- | ----------------------- | ---------------------------------------------------------- |
| Mohrenholz (Standort) | Sandsteinsäule zur Markierung der Stadtgrenze von Bayreuth | mit Bayreuther Stadtwappen und Inschrift, Sandstein, 1939 | D-4-62-000-509 Wikidata | BW                                                         |
| St 2163 (Standort)    | Sandsteinsäule zur Markierung der Stadtgrenze von Bayreuth | mit Bayreuther Stadtwappen, Sandstein, 1939               | D-4-62-000-471 Wikidata | Sandsteinsäule zur Markierung der Stadtgrenze von Bayreuth |